# هاوزن (دهانه)
هاوزن یک دهانه برخوردی در ماه‌ است.